# ヴェルツィーノ
ヴェルツィーノ（イタリア語: Verzino）は、イタリア共和国カラブリア州クロトーネ県にある、人口約1,800人の基礎自治体（コムーネ）。

## 地理

### 位置・広がり

#### 隣接コムーネ
隣接するコムーネは以下の通り。括弧内のCSはコゼンツァ県所属を示す。
- カンパーナ (CS)
- カザボーナ
- カステルシラーノ
- パッラゴリーオ
- サヴェッリ